# ايفا مايولي
ايفا مايولي (بالكرواتية: Iva Majoli)‏ (مواليد 12 أغسطس 1977 في زغرب)، هي لاعبة كرة مضرب كرواتية سابقة وكانت تلعب باليد اليمنى بدأت مسيرتها كمحترفة عام August, 1991، اعتزلت اللعب في يونيو, 2004. كما أنها إحدى بطلات الجراند سلام. أعلى تصنيف لها في الفردي كان المركز الـ 4 في سنة 1996. سبق أن شاركت في دورة الألعاب الأولمبية الصيفية.

## بطولات حققتها
- دورة رولان غاروس الدولية

## روابط خارجية
- ايفا مايولي على موقع رابطة محترفات التنس (الإنجليزية)
- ايفا مايولي على موقع الاتحاد الدولي لكرة المضرب (الإنجليزية)
- ايفا مايولي على موقع كأس بيلي جين كينغ (الإنجليزية)
- ايفا مايولي على موقع بطولة ويمبلدون (الإنجليزية)
- ايفا مايولي على موقع خلاصة التنس.كوم (الإنجليزية)
- ايفا مايولي على موقع إي إس بي إن.كوم (الإنجليزية)
- ايفا مايولي على موقع اللجنة الأولمبية الدولية (الإنجليزية)
- ايفا مايولي على موقع أوليمبيديا (الإنجليزية)